# SN 2009mk
SN 2009mk – supernowa typu IIb odkryta 15 grudnia 2009 roku w galaktyce E293-G34. W momencie odkrycia miała maksymalną jasność 15,30m.